# Ligia Branice
Ligia Branice-Borowczyk est une actrice polonaise, née le 7 décembre 1932 à Krasnystaw (voïvodie de Lublin) et morte le 6 septembre 2022 à Varsovie.

## Biographie
Égérie et compagne de Walerian Borowczyk, Ligia Branice a joué dans les premiers films de ce dernier, notamment dans Goto, l'île d'amour et Blanche.
Elle fait une apparition dans le film de Chris Marker, La Jetée.

## Filmographie
- 1957 : Spotkania, de Stanislaw Lenartowicz
- 1957 : Zimowy zmierzch, de Stanislaw Lenartowicz
- 1958 : Dom (pl) de Walerian Borowczyk et Jan Lenica
- 1959 : Les Astronautes de Walerian Borowczyk
- 1962 : La Jetée de Chris Marker
- 1966 : Rosalie de Walerian Borowczyk
- 1968 : Goto, l'île d'amour de Walerian Borowczyk
- 1971 : Blanche de Walerian Borowczyk
- 1971 : Kamizelka de Stanisław Jędryka
- 1978 : Intérieur d'un couvent de Walerian Borowczyk